# یواس‌اس واکوندا (وای‌تی‌بی-۵۲۸)
یواس‌اس واکوندا (وای‌تی‌بی-۵۲۸) (به انگلیسی: USS Wakonda (YTB-528)) یک کشتی است که طول آن ۱۰۱ فوت ۰ اینچ (۳۰٫۷۸ متر) می‌باشد.